# Nour (sjö)

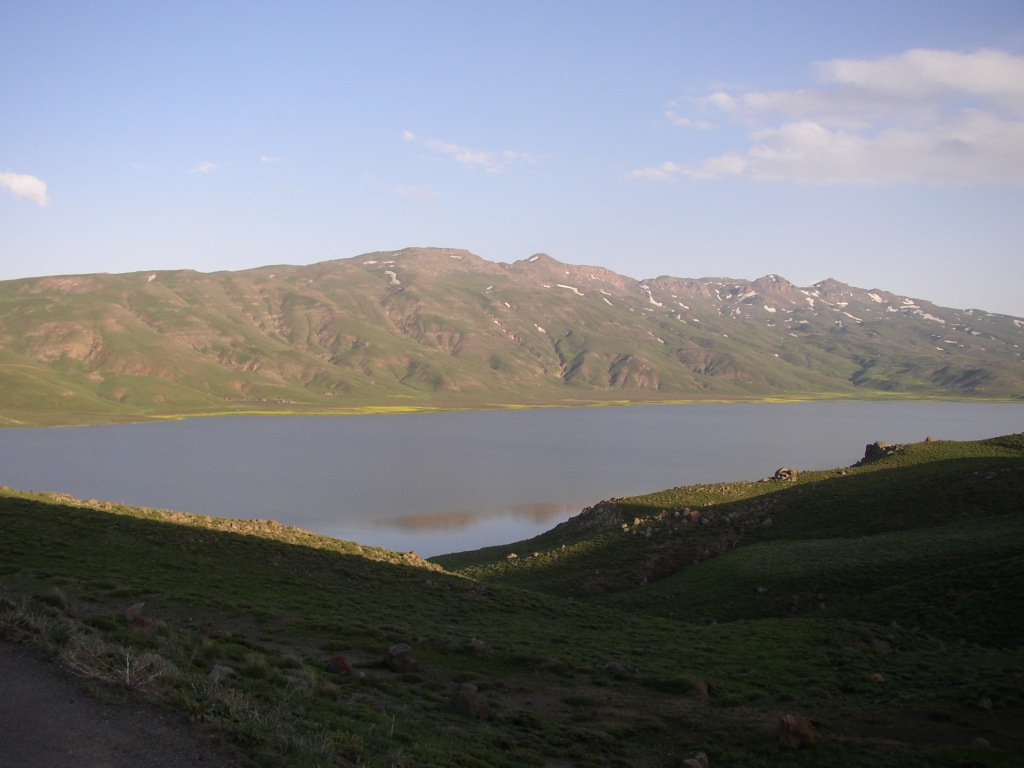
Nour

Nour (persiska: دریاچه نُئور, Daryacheh-ye Nour; azerbajdzjanska: نوئور گؤلو, Nour gölü), även Neur eller Neor, är en sjö i nordvästra Iran, i provinsen Ardabil, omkring 2 500 meter över havet. Namnet Nour lär ha sitt ursprung i ordet för sjö på mongoliska, nuur, och på azerbajdzjanska betecknar nour en sjö utan tillflöde från floder. Bland fiskarter som introducerats i sjön finns regnbåge.